# Danny Wimmer Presents
Danny Wimmer Presents ist ein in Los Angeles ansässiger Veranstalter und Promoter für Musikfestivals.

## Geschichte
Gründer und Namensgeber der Firma ist Danny Wimmer, der seit 1993 Konzerte veranstaltet. Im Jahre 2011 gründete Wimmer die Firma Danny Wimmer Presents (DWP), die innerhalb kürzester Zeit zum größten unabhängigen Festivalveranstalter der USA aufstieg. DWP legt seinen Fokus auf Festivals der Genres Rock und Metal und veranstaltet zwölf jährlich stattfindende Festivals in zehn Städten in den USA. Das Festival Louder Than Life in Louisville, Kentucky wurde im Jahre 2019 mit 128.000 Zuschauern zum größten Rockfestival der USA. Im Oktober 2019 gab DWP bekannt, dass die Band Metallica bei fünf von DWP veranstalteten Festivals jeweils zwei Sets als Headliner spielen werden.
Bis 2018 arbeitete DWP bei einigen Festivals mit der Anschutz Entertainment Group zusammen. Nachdem DWP die Zusammenarbeit aufkündigte und die Festivals Carolina Rebellion und Rock on the Range einstellte, wurde DWP vom ehemaligen Partner verklagt.

## Festivals

### Derzeitige Festivals
| Name                              | Ort                       |
| --------------------------------- | ------------------------- |
| Aftershock Festival               | Sacramento, Kalifornien   |
| The Big Ticket                    | Jacksonville, Florida     |
| Bourbon & Beyond                  | Louisville, Kentucky      |
| Chicago Open Air                  | Bridgeview, Illinois      |
| Epicenter Festival                | Charlotte, North Carolina |
| Hometown Rising                   | Louisville, Kentucky      |
| Louder Than Life                  | Louisville, Kentucky      |
| Monster Energy Fort Rock          | Sunrise, Florida          |
| Monster Energy Rock Allegiance    | Camden, New Jersey        |
| Northern Invasion                 | Somerset, Wisconsin       |
| Sonic Temple Art + Music Festival | Columbus, Ohio            |
| Welcome to Rockville              | Daytona Beach, Florida    |

### Ehemalige Festivals
| Name               | Ort                     | ersetzt durch                     |
| ------------------ | ----------------------- | --------------------------------- |
| Carolina Rebellion | Concord, North Carolina | Epicenter Festival                |
| Rock on the Range  | Columbus, Ohio          | Sonic Temple Art + Music Festival |